# Nødager Sogn
Nødager Sogn er et sogn i Syddjurs Provsti (Århus Stift).
I 1800-tallet var Nødager Sogn anneks til Feldballe Sogn. Begge sogne hørte til Djurs Sønder Herred i Randers Amt. Feldballe-Nødager var én sognekommune, men ved kommunalreformen i 1970 blev Nødager Sogn indlemmet i Midtdjurs Kommune, Feldballe Sogn i Rønde Kommune. Begge disse storkommuner indgik ved strukturreformen i 2007 i Syddjurs Kommune.
I Nødager Sogn ligger Nødager Kirke.
I sognet findes følgende autoriserede stednavne:
- Fruerlund Plantage (areal)
- Horstved (bebyggelse, ejerlav)
- Hvalskov (bebyggelse)
- Kelstrup (bebyggelse, ejerlav)
- Krarup (bebyggelse, ejerlav)
- Kukkebæk (bebyggelse)
- Mårup (bebyggelse, ejerlav)
- Nødager (bebyggelse, ejerlav)
- Pederstrup (bebyggelse, ejerlav)
- Skeldrup (bebyggelse, ejerlav)
- Stabrand (bebyggelse, ejerlav)
- Stabrand Mark (bebyggelse)
- Øjesø (bebyggelse)